# + +
[+ +] (читается как плюс плюс) — дебютный мини-альбом южнокорейской гёрл-группы LOONA, выпущенный 20 августа 2018 года компанией Blockberry Creative и распространен VLENDING в цифровом формате и Music&NEW в физическом формате.
Переиздание [X X] (читается как умножить умножить) была выпущена 19 февраля 2019 года Blockberry Creative и распространена Kakao M.
Альбом был вторым самым продаваемым дебютным альбомом гёрл-групп в 2018 году с 52 823 проданными физическими копиями. По состоянию на апрель 2019 года было продано более 98,097 физических копий.

## Предпосылки и релиз
2 октября 2016 года Blockberry Creative объявил, что они дебютируют в свою первую гёрл-группу через 18-месячный преддебютный проект. В период с октября 2016 года по январь 2017 года были представлены участницы Хиджин, Хёнджин, Хасыль и Ёджин. Затем, в период с апреля по июль 2017 года, были официально представлены Виви, Ким Лип, Джинсоль и Чхверри. Наконец, между ноябрем 2017 и мартом 2018 года были официально представлены Ив, Чу, Го Вон и Оливия Хе.
15 августа Blockberry Creative опубликовал официальный трек-лист альбома и назначил дату релиза на 20 августа 2018 года, 18.00 KST.

### Переиздание
Blockberry Creative выпустил 26-секундный тизер под названием X X 14 октября 2018 года на официальном канале Loona на YouTube, в котором были показаны события из музыкального видео «Hi High» в обратном порядке. Ещё один тизер был выпущен 1 января 2019 года, после нескольких тизеров, выпущенных один раз в неделю января.
Переиздание альбома под названием X X была выпущена 19 февраля 2019 года, с «Butterfly» в качестве ведущего рекламного сингла наряду с пятью другими треками, добавленными в оригинальный трек-лист. Он был распространен Kakao M как в цифровом, так и в физическом форматах.

## Синглы
«favOriTe» был выпущен как преддебютный сингл 7 августа.
«Hi High» был выпущен в качестве ведущего сингла с альбомом 20 августа. 17 августа был выпущен тизер музыкального видео.
«Butterfly» был выпущен в качестве ведущего сингла для переиздания альбома 19 февраля 2019 года.

## Коммерческий успех
[ + + ] дебютировал на 2 строчке в альбомном чарте Gaon, под номером 4 на альбомах US World Albums и US Heatseekers и на 20 строчке в альбомах US Independent.
Альбом был 6-м самым продаваемым альбомом августа 2018 года, с 41 583 проданными физическими копиями. В сентябре альбом продал 5903 дополнительных копии в общей сложности 47 486 проданных копий. 15 октября сообщалось, что альбом стал самым продаваемым альбомом гёрл-групп, который дебютировал в 2018 году, превысив 50 000 проданных копий. Альбом продал 52 823 физических копий в 2018 году, будучи вторым самым продаваемым дебютным альбомом гёрл-группы после IZ*ONE с Color*Iz, 15-м самым продаваемым альбомом гёрл-группы и 80-м самым продаваемым альбомом в целом в 2018 году.

### Переиздание
[X X] дебютировал под номером 4 в американском мировом альбомном чарте с 2000 проданных загрузок и 721 000 аудиопотоков по требованию для своих песен. Он также дебютировал под номером 8 на альбомах US Heatseekers и под номером 22 в независимых альбомах США. Альбом также дебютировал на 10-м месте в чарте Gaon Album и достиг 3-го места на своей второй неделе.
Альбом был 9-м самым продаваемым альбомом февраля 2019 года, с 26 563 проданными физическими копиями. Это был также 17-й бестселлер марта 2019 года, с 15 874 дополнительных проданных копий. Он также наметил номер 61 за апрель 2019 года с проданными дополнительными копиями 2,837, в общей сложности продано 45 274 копий.

## Трек-лист
| №                   | Название            | Текст песни                            | Музыка                                                                              | Arrangement                                           | Длительность |
| ------------------- | ------------------- | -------------------------------------- | ----------------------------------------------------------------------------------- | ----------------------------------------------------- | ------------ |
| 1.                  | «+ +»               |                                        | Hwang Hyun NOPARI GDLO (MonoTree) Artronic Waves Billie Jean (BADD) SlyBerry (BADD) | Hwang Hyun (MonoTree)                                 | 0:58         |
| 2.                  | «Hi High»           | Jaden Jeong GDLO Hwang Hyun (MonoTree) | Hwang Hyun GDLO (MonoTree) Mayu Wakusaka                                            | Hwang Hyun GDLO (MonoTree)                            | 3:16         |
| 3.                  | «favOriTe»          | Kim Su-jung Jaden Jeong                | Billie Jean (BADD) Sophia Pae SlyBerry Kim Jin-hyeong (BADD)                        | Billie Jean (BADD) SlyBerry Kim Jin-hyeong (BADD)     | 3:14         |
| 4.                  | «열기 (Heat)»       | Seo Jung-Ah                            | Brooke Toia Daniel Caesar Ludwig Lindell Adelen Steen                               | Brooke Toia Daniel Caesar Ludwig Lindell Adelen Steen | 3:30         |
| 5.                  | «Perfect Love»      | Le'mon                                 | Yun Jong Sung (MonoTree) Le'mon                                                     | Yun Jong Sung (MonoTree)                              | 3:42         |
| 6.                  | «Stylish»           | Iggy (OREO) Lambo (OREO)               | Mike Macdermid Emma O'Gorman Marc Lian David Brant Iggy (OREO)                      |                                                       | 3:29         |
| Общая длительность: | Общая длительность: | Общая длительность:                    | Общая длительность:                                                                 | Общая длительность:                                   | 18:09        |

| №                   | Название            | Текст песни                            | Музыка                                                                              | Arrangement                                             | Длительность |
| ------------------- | ------------------- | -------------------------------------- | ----------------------------------------------------------------------------------- | ------------------------------------------------------- | ------------ |
| 1.                  | «X X»               |                                        | Kim Jinhyeong (BADD) SlyBerry (BADD) Billie Jean (BADD)                             | Kim Jinhyeong (BADD) SlyBerry (BADD) Billie Jean (BADD) | 0:48         |
| 2.                  | «Butterfly»         | G-high (MonoTree) Jaden Jeong          | G-high (MonoTree)                                                                   | G-high (MonoTree)                                       | 3:57         |
| 3.                  | «Satellite (위성)»  | ZNEE (153/Joombas) Jaden Jeong         | David Amber Ashley Alisha (153/Joombas)                                             | David Amber                                             | 3:09         |
| 4.                  | «Curiosity»         | Park Jiyeon (MonoTree)                 | G-high (MonoTree) Ashley Alisha (153/Joombas)                                       | G-high (MonoTree)                                       | 3:09         |
| 5.                  | «Colors (색깔)»     | Dally Jaden Jeong                      | Billie Jean (BADD) Hiekee Kim Jinhyeong (BADD)                                      | Billie Jean                                             | 3:15         |
| 6.                  | «Where You At»      | Park Jiyeon (MonoTree)                 | Daniel Kim Mekay Ylva Dimberg                                                       | Daniel Kim                                              | 3:27         |
| 7.                  | «Stylish»           | Iggy (OREO) Lambo (OREO)               | Mike Macdermid Emma O'Gorman Marc Lian David Brant Iggy (OREO)                      |                                                         | 3:29         |
| 8.                  | «Perfect Love»      | Le'mon                                 | Yun Jong Sung (MonoTree) Le'mon                                                     | Yun Jong Sung (MonoTree)                                | 3:42         |
| 9.                  | «열기 (Heat)»       | Seo Jung-Ah                            | Brooke Toia Daniel Caesar Ludwig Lindell Adelen Steen                               | Brooke Toia Daniel Caesar Ludwig Lindell Adelen Steen   | 3:30         |
| 10.                 | «favOriTe»          | Kim Su-jung Jaden Jeong                | Billie Jean (BADD) Sophia Pae SlyBerry Kim Jin-hyeong (BADD)                        | Billie Jean (BADD) SlyBerry Kim Jin-hyeong (BADD)       | 3:14         |
| 11.                 | «Hi High»           | Jaden Jeong GDLO Hwang Hyun (MonoTree) | Hwang Hyun GDLO (MonoTree) Mayu Wakusaka                                            | Hwang Hyun GDLO (MonoTree)                              | 3:16         |
| 12.                 | «+ +»               |                                        | Hwang Hyun NOPARI GDLO (MonoTree) Artronic Waves Billie Jean (BADD) SlyBerry (BADD) | Hwang Hyun (MonoTree)                                   | 0:58         |
| Общая длительность: | Общая длительность: | Общая длительность:                    | Общая длительность:                                                                 | Общая длительность:                                     | 35:59        |

## Чарты

### [+ +] Еженедельный чарт
| Чарты (2018)                           | Высшая позиция |
| -------------------------------------- | -------------- |
| Франция (SNEP)                         | 120            |
| Южная Корея (Gaon)                     | 2              |
| США (Billboard Top Heatseekers Albums) | 4              |
| США (Billboard Independent Albums)     | 20             |
| США (Billboard World Albums)           | 4              |

### [x x] (переиздание) Еженедельный чарт
| Чарт (2019)    | Высшая позиция |
| -------------- | -------------- |
| Франция (SNEP) | 55             |